# 19 mai 2002
Le dimanche 19 mai 2002 est le 139e jour de l'année 2002.

## Décès
- Giuseppe Maria Scotese (né le 26 janvier 1916), réalisateur, scénariste et peintre italien
- Hans Posegga (né le 31 janvier 1917), Un compositeur allemand pianiste et chef d'orchestre.
- John Gorton (né le 9 septembre 1911), homme politique australien
- Mauri Repo (né le 31 janvier 1945), professeur d'éducation physique finlandais
- René de Chambrun (né le 23 août 1906), avocat d'affaires français
- Walter Lord (né le 8 octobre 1917)

## Événements
- Sortie du film Angela
- Dernier épisode La vérité est ici de la série X-Files : Aux frontières du réel
- Le vice-président américain Dick Cheney annonce qu'une nouvelle attaque d'Al-Qaïda est « pratiquement une certitude ».
- Attentat-suicide palestinien sur un marché de Netanya au nord de Tel-Aviv : 3 israéliens tués et une cinquantaine de blessés.